# Cal Caçador
Cal Caçador és una masia al terme municipal de Gisclareny (Berguedà) inclosa en l'Inventari del Patrimoni Arquitectònic de Catalunya. És una masia d'estructura clàssica coberta a dues aigües amb teula àrab i el carener perpendicular a la façana de ponent. Els murs són de petites pedres irregulars sense treballar i unides amb morter. Les obertures són petites, amb llindes de fusta i ubicades sobretot a les façanes de llevant i ponent. El conjunt és tancat parcialment per un clos i les dependències annexes. Construïda a finals del s. XVII o començaments del s. XVIII, en època del fort augment demogràfic del terme municipal. Les masies eren explotacions agrícoles gairebé autosuficients i dedicaven bona part de les terres al conreu de la patata. Situada prop del veïnat de Vilella, el pitjor comunicat de tot el terme de Gisclareny, prop de l'església de sant Miquel de Turbians. La masia fou abandonada després de la guerra civil (1936- 1939).